# Manuel González de Fonte
Manuel González de Fonte fue un catedrático español radicado en La Habana.

## Biografía
Licenciado en Ciencias Naturales, fue en Madrid profesor de Medicina y Cirugía, además de agregado a la Facultad de Filosofía y al Real Jardín Botánico. Fue, asimismo, socio de honor y de mérito de varias corporaciones científicas y literarias.
Escribió las siguientes obras:
- Manual de Botánica (1849)
- Novísimo Manual de Hidrología médica española (1851), a cuatro manos con José Pérez de la Flor
- Memoria sobre los baños y aguas minero-medicinales salino-alcalinas frías, tituladas de la Margarita, en Loeches (1853)

En La Habana, adonde marchó desde Madrid para impartir una asignatura en la universidad, se publicaba bajo su dirección el periódico Eco de la literatura cubana.